# 根絶請願
根絶請願（こんぜつせいがん、英：Root and Branch Petition）とは、1640年12月11日にイングランドで出された請願。ロンドン市民が署名してイングランド議会（長期議会）へ向けて提出した、イングランド国教会の弊害を列挙した請願書で、国教会の基盤である監督制を「根こそぎ」廃止して欲しいと明記した文章が名称の由来になっている。

## 経過
長期議会の議員達はチャールズ1世の専制を阻止すべく側近の処刑、恣意的な税や国王大権裁判所の廃止といった改革で一致団結していた。しかし改革が進展すると旧体制解体にまでおよぶと考え、更なる改革に反対する勢力が議会に現れ議会内部の統一が崩れ始める中、ロンドン市民15000人が署名した請願書が議会へ提出された。28ヶ条になる国教会の弊害を列挙したこの請願は監督制廃止とそれに代わる新たな教会制度の樹立を訴え、1641年1月に各地からも同様の内容の請願が提出されたため、2月に議会は請願を取り上げて討論を開始した。
しかし庶民院では穏健派と急進派の対立が生じ、前者はエドワード・ハイド、フォークランド子爵ルーシャス・ケアリー、ジョージ・ディグビーらで、後者はオリバー・クロムウェル、ナサニエル・ファインズらが中心として激論を交わした。国教会廃止が無秩序に繋がるとして穏健派は請願に反対、対する急進派は国教会の主教の専制を根拠に請願に賛成、クロムウェルとヘンリー・ベインが起草しアーサー・ヘジルリッジも関与、5月22日に根絶法案として庶民院へ提出された。しかし賛成は少数に止まり、貴族院は反対で庶民院からの同調者も多く、賛成派も国教会に代わる教会制度を提案出来なかったため、10月の第二読会で法案は否決され、成立しなかった。
根絶請願を巡る議論で議会は分裂、賛成派・反対派は王党派・議会派を形成、清教徒革命（イングランド内戦）で互いに争う構図が出来上がっていった。クロムウェルは根絶法案提出から否決までの期間に当たる8月に、主教を貴族院から追放する動議を提案、1642年2月に成立した1642年聖職者法で聖職者は議会政治から排除され、内戦中の1643年1月に議会は主教制度廃止条例を制定、1646年に監督制廃止を宣言し主教領没収にまで踏み切った。ただし王政復古後は主教領は回復され、監督制も復活することになる。